# 纳迪姆·安朱姆
纳迪姆·艾哈迈德·安朱姆（Nadeem Ahmed Anjum）。是一名巴基斯坦陆军的三星上将，自2021年11月20日起担任巴基斯坦三军情报局局長（現任）。